# Villa Ascarelli
La Villa Ascarelli è un edificio residenziale di Napoli, ubicato in via Palizzi e fronteggia la palazzina Russo Ermolli.
La villa fu edificata nel tardo liberty napoletano da Adolfo Avena tra il 1913 e il 1915, ed è una delle prime strutture ad utilizzare il calcestruzzo armato.
L'edificio si trova lungo un pendio solcato da via Palizzi con tornanti che evidenziano il dislivello di quota che persiste nell'isolato dell'immobile; la struttura ammortizza il dislivello con un piccolo basamento.
Il corpo della villa è irregolare ed è completamente giallo paglierino. Presenta poche decorazioni liberty che caratterizzano le cornici delle finestre e del corpo scale, che possiede una finestra a tutta altezza ed è caratterizzata da una fascia che percorre il limite superiore delle facciate in rilievo.